# 故鄣郡
故鄣郡，一作古鄣郡，孫吳景帝孫休永安年間（258年-264年）的郡，分丹楊郡置，故鄣郡置後不久即廢，其廢省原因不可考。

## 緣申
《景定建康志》卷15記載「永安中分溧水以北六縣為丹楊郡，仍治建業。」又同書卷20考證云：「永安中分置故鄣郡，丹陽所领惟溧陽以北六縣。」學者陳健梅據此推測，「故鄣郡轄境當為時丹陽郡溧水以南地區，可考属县有懷安、寧國、陵陽三縣，郡治陵陽。」  
「考丹陽郡所領溧陽以北六縣為：建業、句容、丹陽、蕪湖、溧陽以及建安初析自溧陽的永平縣，此六縣為《晉書·地理志》丹陽郡屬縣。故鄣郡所轄除上述可考三縣外，還當轄有安吳、涇縣、宣城、宛陵、春穀、臨城、石城、廣德、故鄣、安吉、原鄉、潛等縣，計轄十五縣。晉武帝太康二年（281年）分丹陽郡所置宣城郡即以故鄣郡為基礎，惟不再轄有孫皓寶鼎元年度（266年）屬吳興郡的故鄣、安吉、原鄉及於潛四縣，《晉書·地理志》宣城郡所轄十一縣與此推論合。景帝一度置廢故鄣郡，因丹陽郡所在為秦鄣郡，故名。」

## 秦漢
秦朝（秦是否设置故鄣郡，存疑）置故鄣郡（一说名为鄣郡），治故鄣县（今浙江安吉县西北）。辖境约今江苏省长江以南，安徽省水阳江流域以东，江苏省茅山、浙江省天目山以西和安徽、浙江两省的新安江流域。汉武帝元狩二年（前121年）改故鄣郡为丹阳郡。

## 三國
三国东吴景帝孙休永安年間（258年-264年）分丹阳郡溧水县以南地區新置设故鄣郡，永安末年撤销，郡治陵陽縣（今安徽省石台縣東北太平湖）。領10餘縣：
- 陵阳县
- 怀安县（今安徽省寧國市東南寧墩鎮）
- 宁国县（今安徽省寧國市西南）
- 廣德縣（今安徽省廣德縣西南）
- 安吳縣（今安徽省涇縣西南黃村鎮安吳村）
- 泾县（今安徽省涇縣西北）
- 宣城县（今安徽省宣城市）
- 宛陵县（今安徽省宣州市）
- 春穀縣（今安徽省繁昌縣四北、長江東岸）
- 临城县（今安徽省青陽縣南5里）
- 石城縣（今安徽省馬鞍山市東南）
- 故鄣县（今浙江省安吉縣西北）
- 安吉县（今浙江省安吉縣西南）
- 原乡县（今浙江省安吉縣北）
- 於潜县（今浙江省臨安区西）